# 潘棠
潘棠（1473年—？），字希召，號雲巢，湖廣辰州衛軍籍直隸寧國府太平縣人，明朝政治人物。

## 生平
弘治八年（1495年）乙卯科湖廣鄉試第五十一名舉人。弘治十八年（1505年）中式乙丑科會試第四十五名，三甲第一百四十名進士。初授河南怀庆府推官，正德八年（1513年）六月升南京吏科给事中，十年五月考察，以浮躁浅露降职，贬武义县丞，升四川内江县知县、许州知州，十六年（1521年）三月擢雲南按察司佥事，不久父喪丁忧，归家侍养母亲，遂不复出仕。

## 家族
曾祖潘九成；祖父潘鏞；父潘汰，正七品散官。母傅氏。具慶下。